# Film+
Film+' je 24-satni filmski kanal RTL Kábeltelevízió Kft. Pokrenut je 15. rujna 2003., u isto vrijeme kad i Cool TV. Kanal emitira filmove koji su se prethodno emitirali u programu RTL Klub 24/7. Prema ocjenama mađarske televizije iz 2012. godine, Film+ je treći najgledaniji kabelski TV kanal u Mađarskoj. Zbog ranog uspjeha na kanalu, matična je tvrtka pokrenula Film+2 koji filmove emitira na isti način kao i Film +. Njegova izravna konkurencija je filmski kanal Mozi+ od TV2.